# Kento Misao
Kento Misao (n. 16 aprilie 1996, Musashino, Japonia) este un fotbalist japonez.
Între 2017 și 2018, Misao a jucat 6 meciuri pentru echipa națională a Japoniei.

## Statistici
| Japonia | Japonia | Japonia |
| An      | Meciuri | Goluri  |
| ------- | ------- | ------- |
| 2017    | 1       | 0       |
| 2018    | 5       | 0       |
| Total   | 6       | 0       |